# Амбіграма

Анімація амбіграми слова ambigram

Амбіграма (від лат. ambi — «подвійний», і грец. γράμμα — «буква») — каліграфічний візерунок, що поєднує різні прочитання того ж набору ліній. Існують різноманітні види амбіграм, найпопулярніший — слово залишається тим самим після перевертання. Вони поширені в різних сферах: використовуються як логотипи і тату, у летерингу та каліграфії, візуальній комунікації тощо.

## Історія
Термін «амбіграма» створив Дуглас Гофстедтер у 1983 році.
Літературним прообразом амбіграм можна вважати паліндроми — слова або фрази, які читаються однаково як зліва направо, так і справа наліво. Окремі види амбіграм відомі здавна. Квадрат SATOR можна прочитати з чотирьох боків, паліндром Νίψον ἀνομήματα, μὴ μόναν ὄψιν часто зображували як дзеркальну амбіграму.  
Найраніша відома зараз неприродна перевертана амбіграма створена 1893 року митцем Пітером Ньюеллом. Він, серед іншого, видав дві книги подвійних зображень, обидві закінчуються амбіграмами. Густав Вербеек у березні 1904 року використав три амбіграми у коміксі, який був історією у подвійних зображеннях. З червня до вересня 1908 року Strand Magazine публікував амбіграми; цікаво, що люди, які надсилали їх, вважали це рідкісною властивістю окремих слів. 

Відомий амбіграміст XXI століття — Джон Ленгдон. Письменник Ден Браун зізнався, що взяв прізвище Джона для професора Роберта Ленгдона — головного героя бестселерів «Код да Вінчі» і «Ангели і демони». Ден Браун небайдужий до символів і не раз згадує амбіграми в своїх книгах. Джон Ленгдон створив не одну амбіграму для цієї культової серії. Також відомими сучасними творцями амбіграм є Скотт Кім та Дуглас Гофстедтер. 

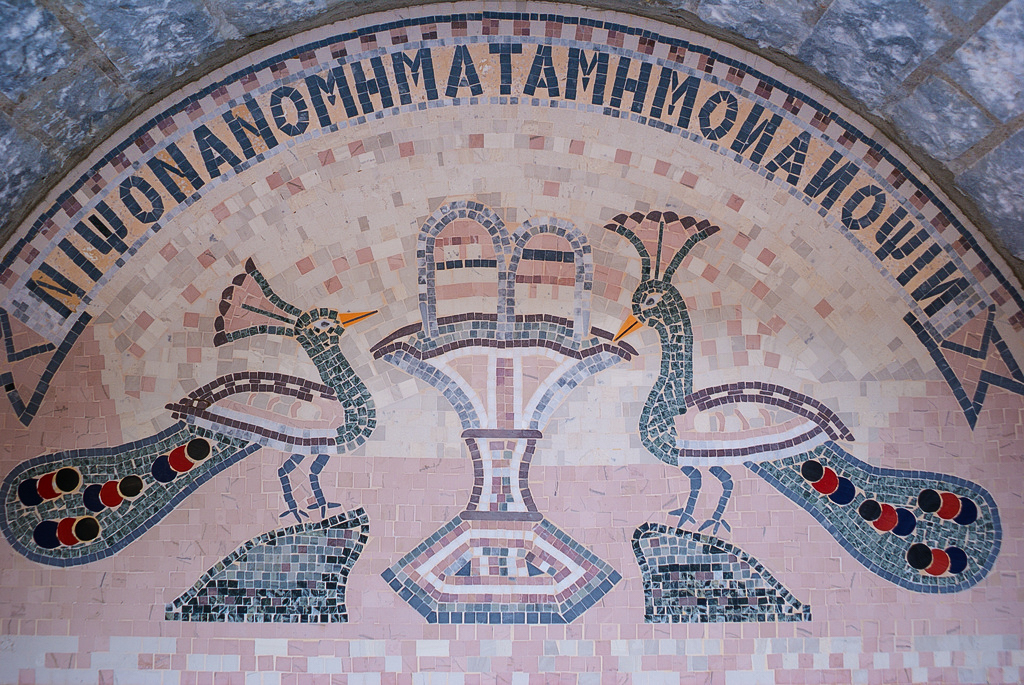
Дзеркальна амбіграма Νίψον ἀνομήματα, μὴ μόναν ὄψιν[en] ("омий свої гріхи, не тільки обличчя"). Літери N в правій частині віддзеркалено
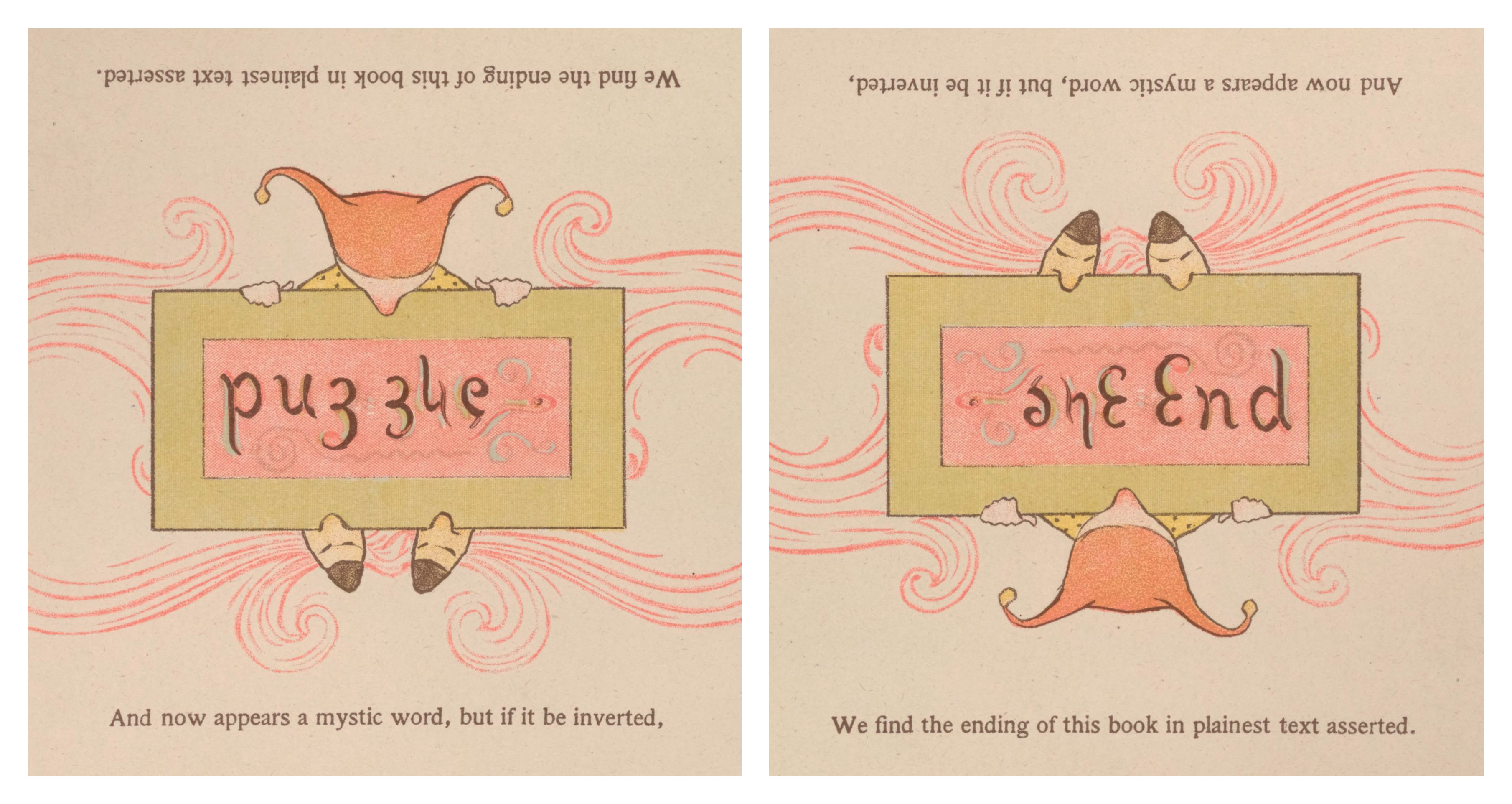
Puzzle / The end ("Головоломка / Кінець"), Пітер Ньюелл[en], 1893
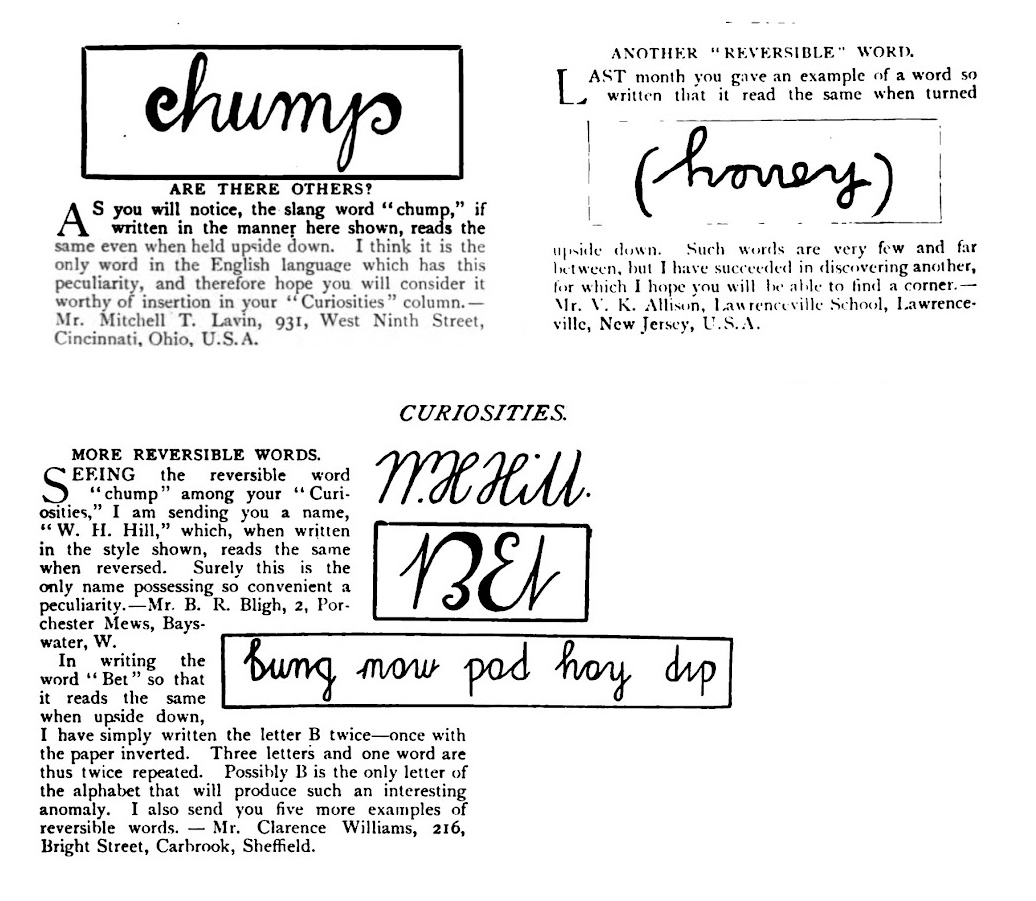
Strand Magazine, 1908

## Властивості

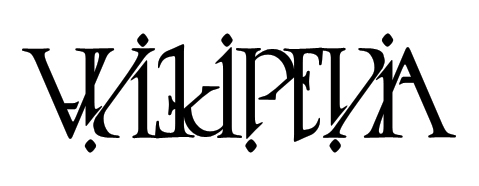
Амбіграма WIKIPEDIA

Деякі слова справді є "природними" амбіграмами, тобто не вимагають стилізації для цього ефекту, наприклад SOS чи ОНО/оно зберігають значення після перевертання, як і рукописне "вод" ("вода" у р. в. мн.) без з'єднань. "ВНЕСОК/внесок" є майже симетричним горизонтально, проте в більшості шрифтів є невеликі вказівки на напрям.
Існують різні типи амбіграм, зокрема з поворотами на різну кількість градусів (часто 180 — перевернута, перевертана, півоберт, "слово догори ногами"), дзеркальні (відбиття), зсуву сприйняття/"коливання", 3D тощо. Крім того, слова можуть бути однаковими або змінюватися після перетворення (Дуглас Гофстедтер назвав їх відповідно "(г)омограма" та "гетерограма").
Числа також можуть утворювати амбіграми, при цьому вони, як і з літерами, можуть складатися з симетричних цифр (0, 8, в деякому написанні 1) або що переходять один в одного при повороті (6-9, в деякому написанні 2-5); див. послідовність послідовність A000787 з Онлайн енциклопедії послідовностей цілих чисел, OEIS (там вони названі стробограмами). 
Складність створення амбіграми залежить від вихідної фрази — короткі абревіатури, природно, набагато легше перетворити в амбіграми, тоді як довге асиметричне слово з неповторюваними буквами — набагато складніше.

## Приклади

### Англійські

"Upside down" ("догори ногами")
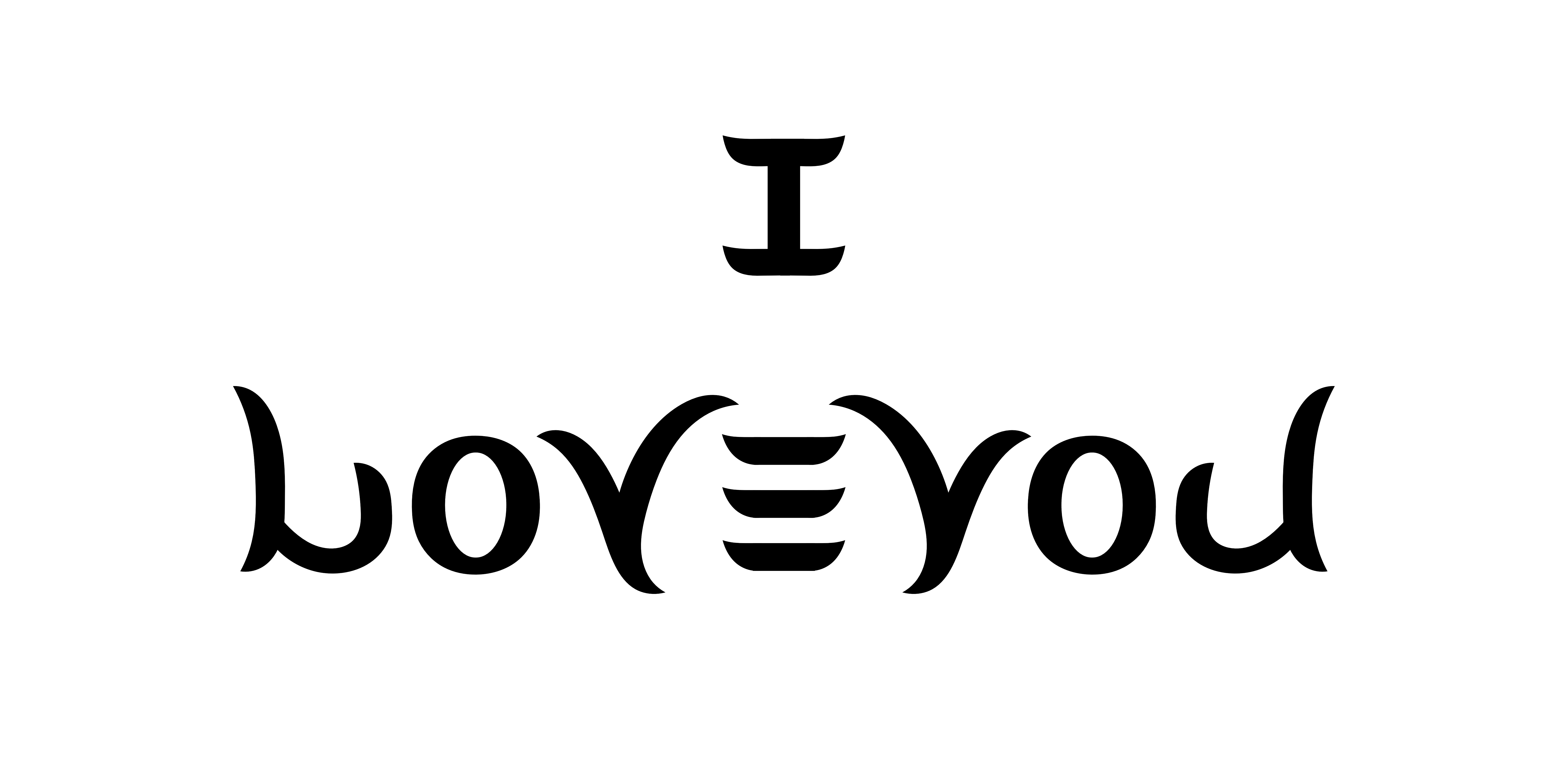
"I love you" ("Я тебе кохаю"), дзеркальна
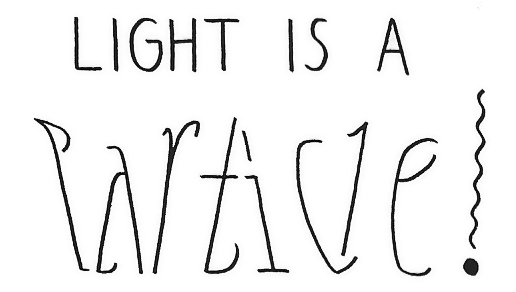
Light is a particle/wave ("Світло це частинка/хвиля"), Дуглас Гофстедтер. Амбіграма зсуву сприйняття/коливання
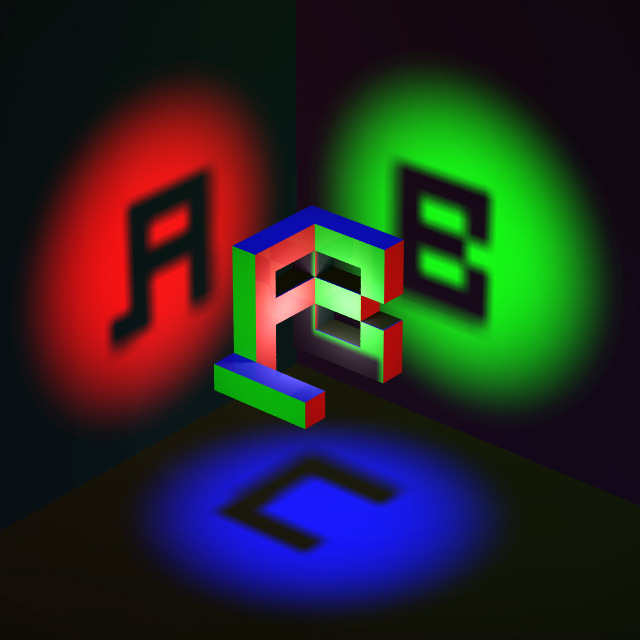
3D-амбіграма ABC
Лого Nine Inch Nails (друга N віддзеркалена)

### Українські

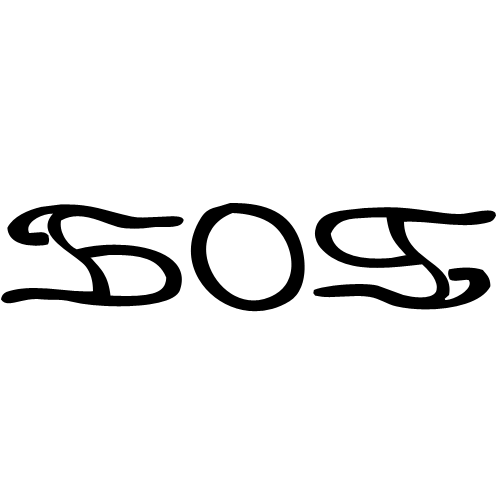
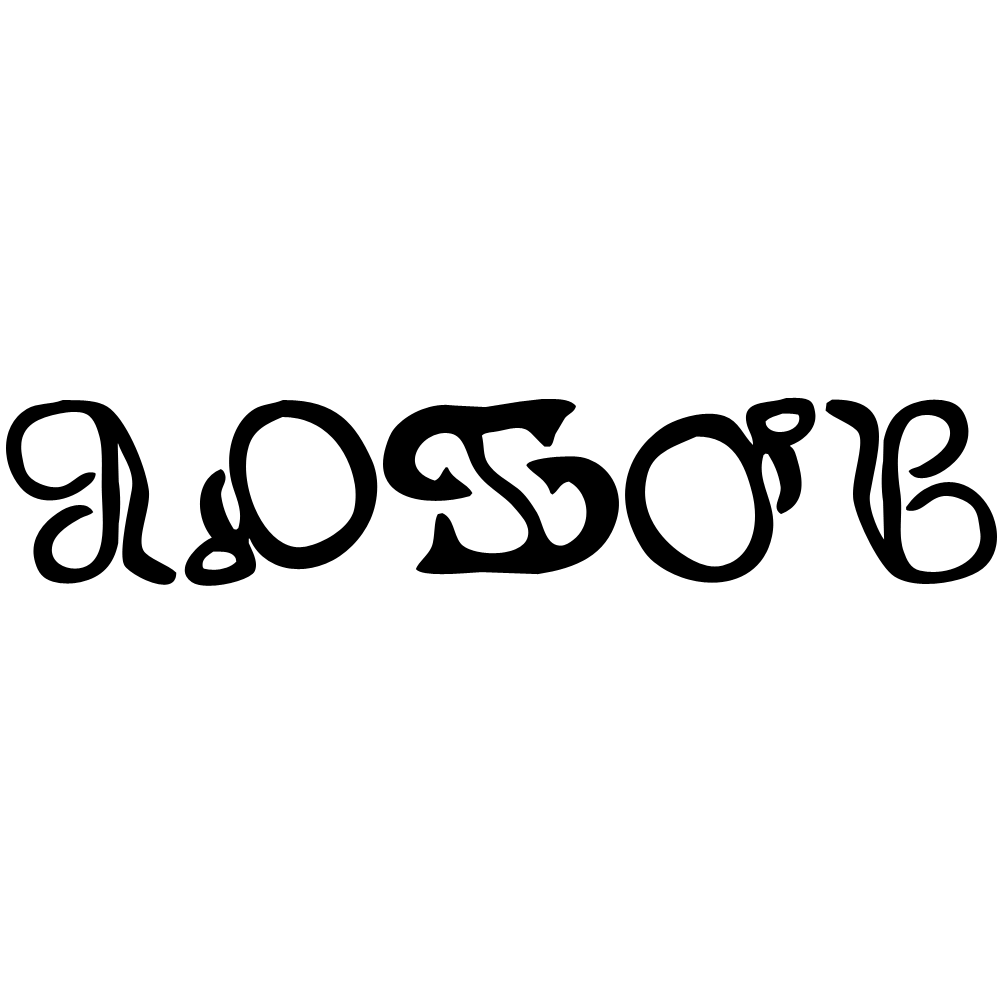
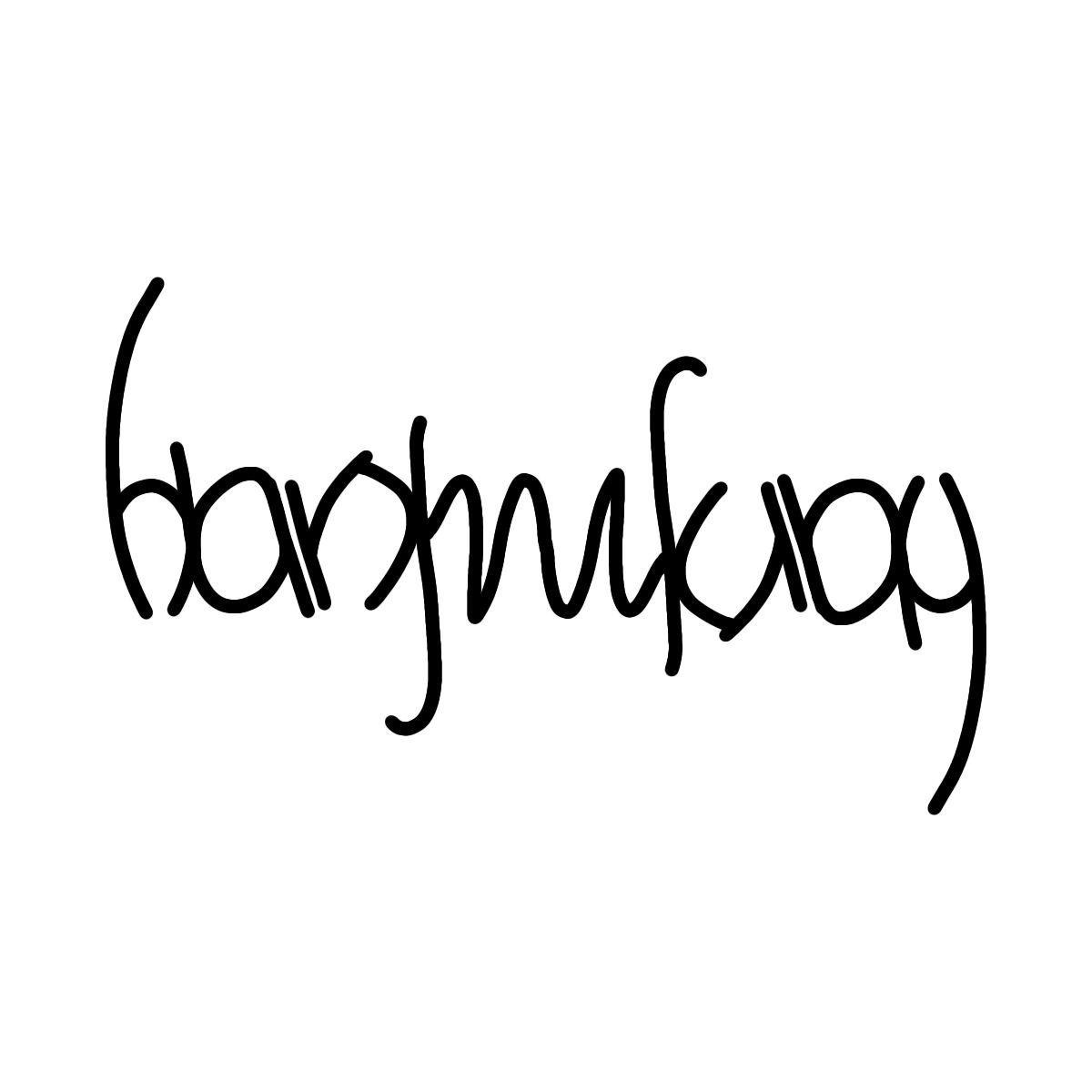
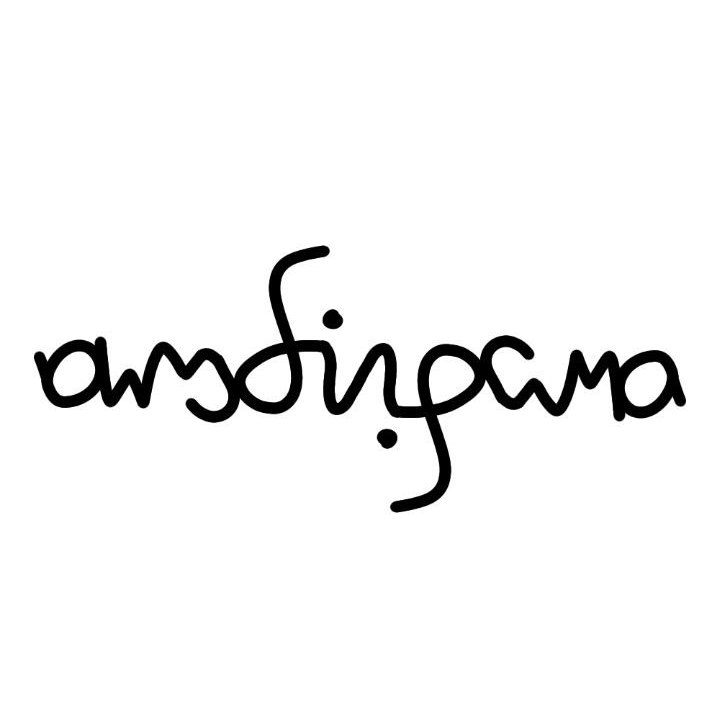